# Château de Savigny-le-Vieux
Pour les articles homonymes, voir Château de Savigny.
Le château de Savigny-le-Vieux, est un château du XIVe siècle et XVIe siècle, situé sur le lieu-dit Savigny-le-Vieux, commune de Curgy, en Saône-et-Loire. Il est inscrit partiellement monument historique le 3 septembre 1990. Il ne se visite que l'été et pour les journées du patrimoine.

## Localisation
Niché dans la vallée de la Drée, il est accessible par la RD 107 (départementale 107) hors du bourg principal de Curgy, via un chemin de terre bordé de fruitiers qui donne sur quelques places de parking. Il est isolé au milieu de prés.

## Description
Des structures d'origine, il ne reste que le donjon de 9 mètres de côté et environ 17 mètres de haut (Hors toit) construit en gros appareil et matériaux locaux. Il a des murs d'1 mètre 30 de large, et était sommé d'une plateforme défensive à créneaux. Il est maintenant couronné d'un toit à pavillon ardoisé avec charpente en châtaignier du XVIe siècle. Le donjon possède une cheminée qui était à foyer ouvert qui fut remaniée au XVIIIe siècle. À l'origine le donjon était entouré d'une palissade de bois, et n'était accessible qu'à l'aide d'échelle. Ensuite, on dota la construction d'une enceinte de pierre entourée de douves comblées dès le XVIIIe siècle. Une porte et un pont levis complétaient les remparts. L'ensemble a disparu vers la fin du XIXe siècle. Pendant la seconde moitié du XVIe siècle (avant 1565), le chanoine Gabriel de Grigny adossa au donjon un pavillon dont seuls restent les contreforts. Ce pavillon s'effondra en 1980. Un ruisseau qui traversait le domaine fut mis en conduite forcée par monsieur Mayer-Schaller.
Le Donjon compte trois niveaux pour 200/250 mètres carrés. Seule la pièce à vivre principale est visitable en l'état. Cette pièce est aménagée en mobilier rustique appartenant à monsieur Mayer-Schaller. On peut y voir la liste de tous les chanoines seigneurs des lieux, et une représentation de Jean du Rousset (la seule) d'après le bréviaire dit d'Armagnac. La charpente de la pièce principale a été changée au XVIe siècle; les corbeaux subsistants ne correspondent pas aux poutres porteuses. Les ouvertures, de simples meurtrières au départ, ont été élargies et dotées de fenêtres, dont certaines avec vitraux. Le donjon repose sur une cave en avancée qui forme terrasse.

## Historique
- En 1365, Hugues de Drée, seigneur de Blanzy, est le 1er représentant de la famille de Drée responsable du château, puis son fils Guillaume de Drée le cède au chevalier Jean du Rousset (Jehan du Roussay), seigneur de Clomot, conseiller de Charles VI de France, et proche d'Isabelle de Bavière.
- Le 6 mai 1410, le château passe au chapitre de la cathédrale Saint-Lazare d'Autun. Les chanoines, sauf Gabriel de Grigny, uniquement intéressés par les revenus des 250 hectares de la propriété n'entretinrent pas la seigneurie.
- Le 23 décembre 1791, il est vendu comme bien national.
- De 1791 à 1987, une famille locale, les Couland en est détentrice.
- En 1918, le château habité jusqu'alors, est délaissé.
- Depuis 1987, Éric Mayer-Schaller, consul honoraire de Malte, d'origine suisse, cousin par alliance des Couland et descendant direct des premiers propriétaires préside au destin du château.
- Depuis 2007, Éric Mayer-Schaller a entamé une campagne de restauration pour rendre le donjon habitable.

## Armoiries
- Famille Drée : de gueules à cinq merlettes d'argent posées en sautoir.
- Famille Drée (armes primitives): de gueules à cinq merlettes d'argent posées deux, deux et une.
- Devise des Drée: Officidi laudisque TENAX (âpre au devoir et à la gloire).
- Chapitre de la cathédrale Saint-Lazare d'Autun: de gueules à la croix ancrée de sable à la bordure d'argent.

## Sources
- J-f Clanet: Portes ouvertes au château. Le Journal de Saône-et-Loire du 15 août 2013, page 5.
- Bernard Leblanc: Armorial du Pays d'Arnay. Les Amis d'Arnay Éditeur, 2003.
- Harold de Fontenay: Armorial de la ville d'Autun. Michel Dejussieu, Autun, 1868.